# مايكل فرومان

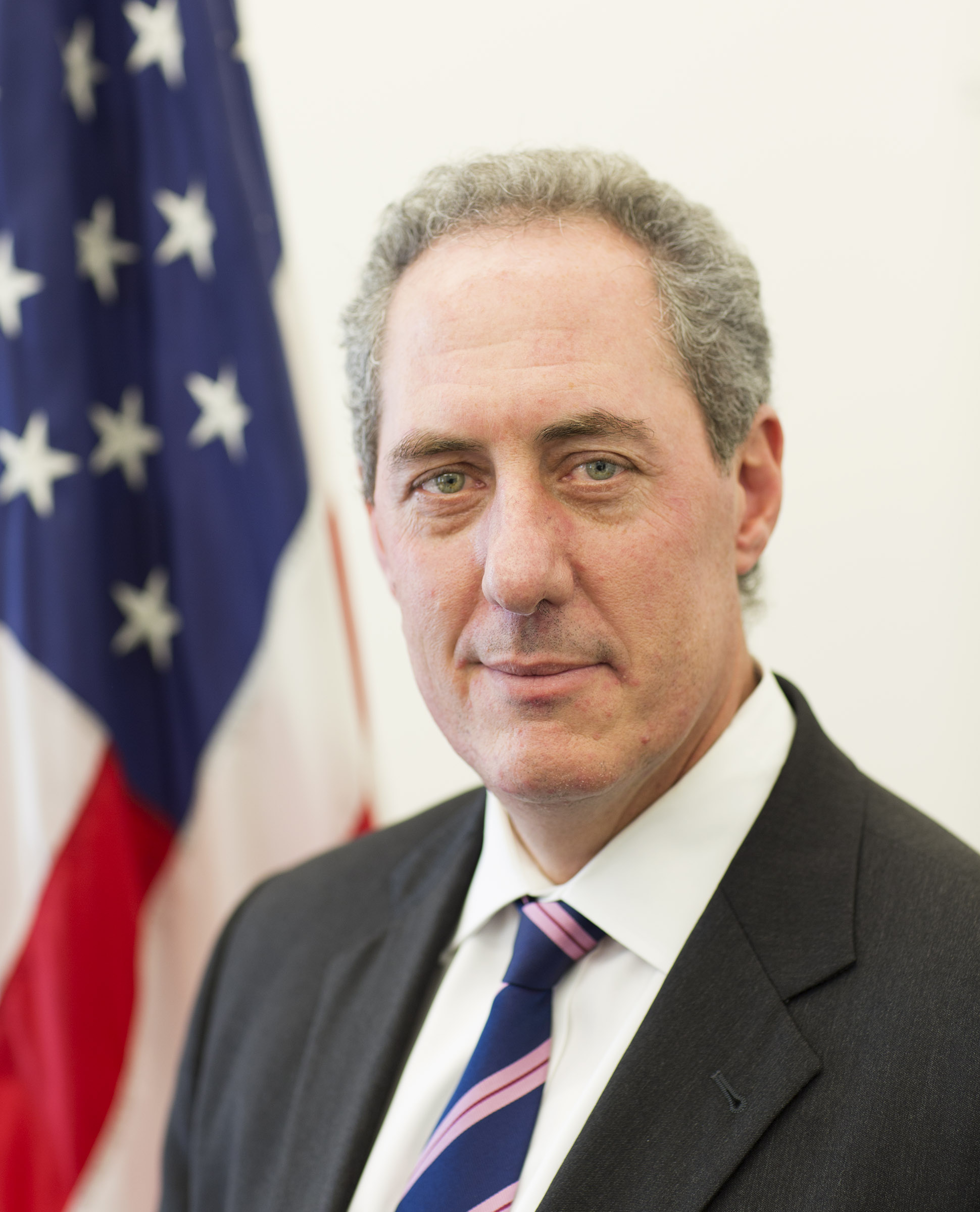
مايكل فرومان.

مايكل فرومان (بالإنجليزية: Michael Froman)‏ (20 أغسطس 1962)  محامي أمريكي يشغل منصب ممثل المكتب التجاري الأمريكي منذ عام 2013.

## روابط خارجية
- مايكل فرومان على موقع مونزينجر (الألمانية)